# Babilonia (ciudad)

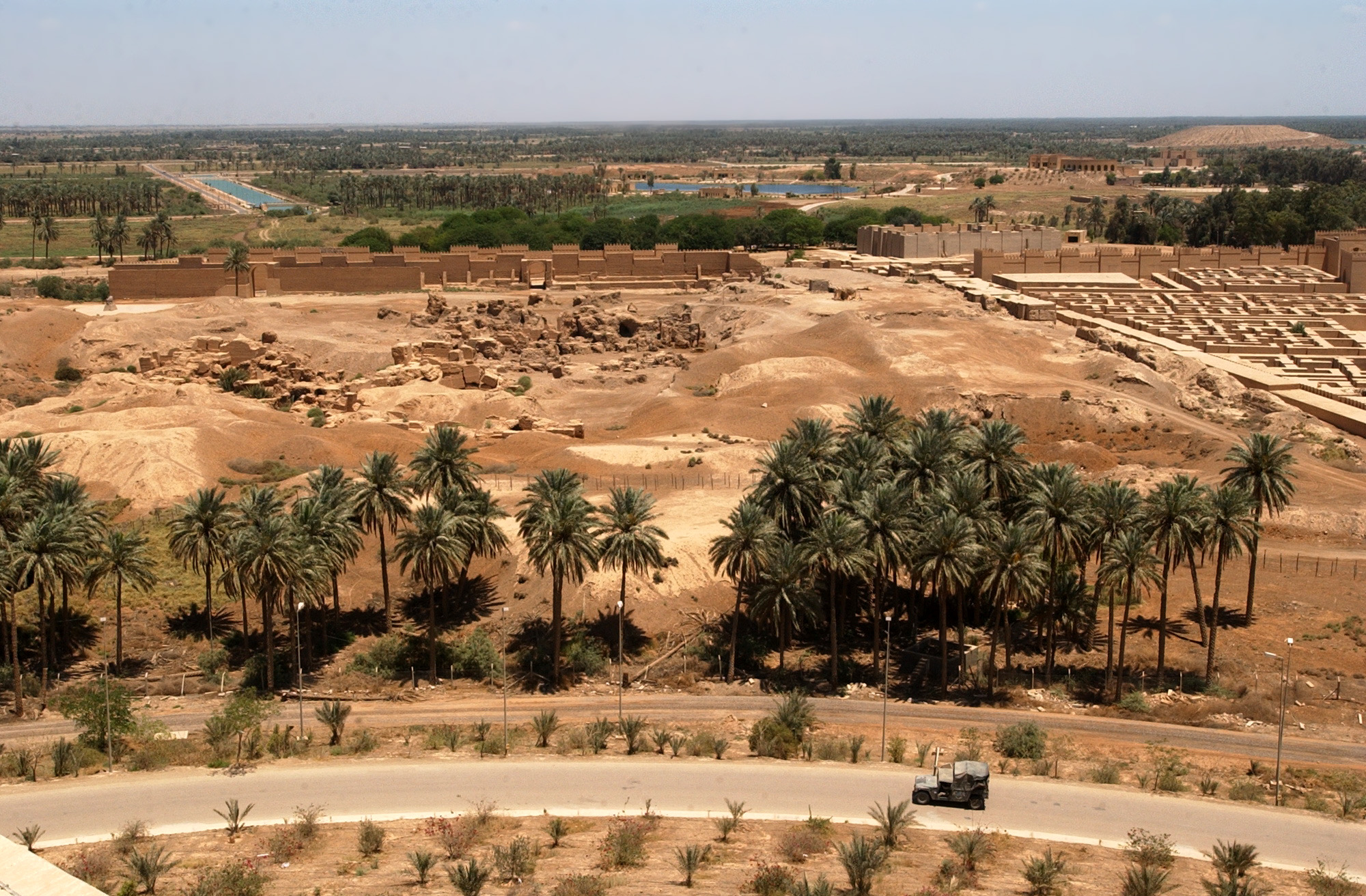
Vista parcial de las ruinas de Babilonia desde el palacio de Sadam Huseín.

Las ciudades de la antigua Mesopotamia. La ciudad de Babilonia es una de las más occidentales.

Babilonia fue una antigua ciudad de la Baja Mesopotamia situada cerca de la actual ciudad de Hilla en Irak (Oriente Próximo). Fue la capital del antiguo reino babilónico, y durante varios siglos fue considerada un importante centro de comercio, arte y aprendizaje.
Sus ruinas, parcialmente reconstruidas a finales del siglo xx, se encuentran en la provincia iraquí de Babil, en las proximidades de la ciudad de Hilla.

## Etimología
Originalmente esta ciudad se llamaba Ka2.dingir, transcripción romanizada de la escritura cuneiforme del sumerio Ka-kjoñk(k), ocasionalmente escrito también Ka2.dingir.ra y K2.dingir.ma, que significa 'Puerta de los dioses' o 'Puerta del dios'. Algunos autores han relacionado este topónimo con Bãbil, también escrito Ba(b)bal, formas preacadias. Posteriormente Ká.dingir fue traducido al acadio, y el resultado fue la forma Bãb-ilim, que evolucionó en sus dialectos asirio y babilonio, a partir de la dinastía casita, en una gran variedad de formas, como Bab-ilu y Bab-ilani, de las cuales deriva la forma en antiguo griego Βαβυλών (Bab-ilu-on o Bab-il-on, según textos), génesis de las actuales formas occidentales, como Babilonia (en español), Babylon (en inglés) y Babylone (en francés).

## La ciudad histórica

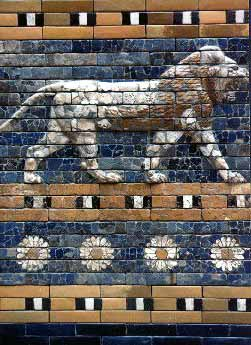
El uso de los ladrillos vidriados, policromados y pintados al esmalte fueron técnicas muy populares en la ciudad de Babilonia. Quizá los más famosos fueron los de la Puerta de Ishtar, que presentan relieves de animales y seres mitológicos sobre tonos azules. Con el tiempo se convirtieron en la característica más llamativa de la ciudad del, cuando el uso de cerámica vidriada para recubrir los exteriores de los edificios se convirtió en algo común.
La técnica es más antigua y había sido empleada por los casitas hacia el año 2000 a. C. y en Asiria, aunque no tan ampliamente. Ya Sargón II había decorado tres puertas de las murallas de Dur Sharrukin con relieves y ladrillos vidriados.
En general, debido a la lejanía de las canteras, el material más utilizado en la Babilonia de Nabucodonosor II fue el adobe (ladrillo cocido), con el que se construyeron la mayoría de los edificios, incluido el zigurat Etemenanki. Esto revirtió en una arquitectura pesada de muros de carga y escasas luces.

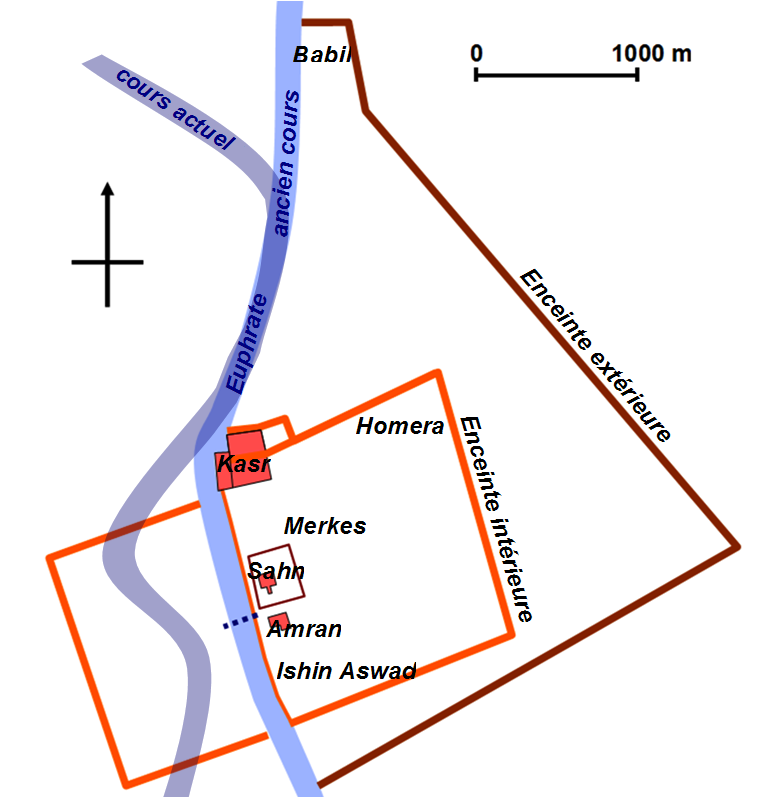
Esquema urbanístico de la ciudad. Bien diferenciados los recintos interior y exterior.

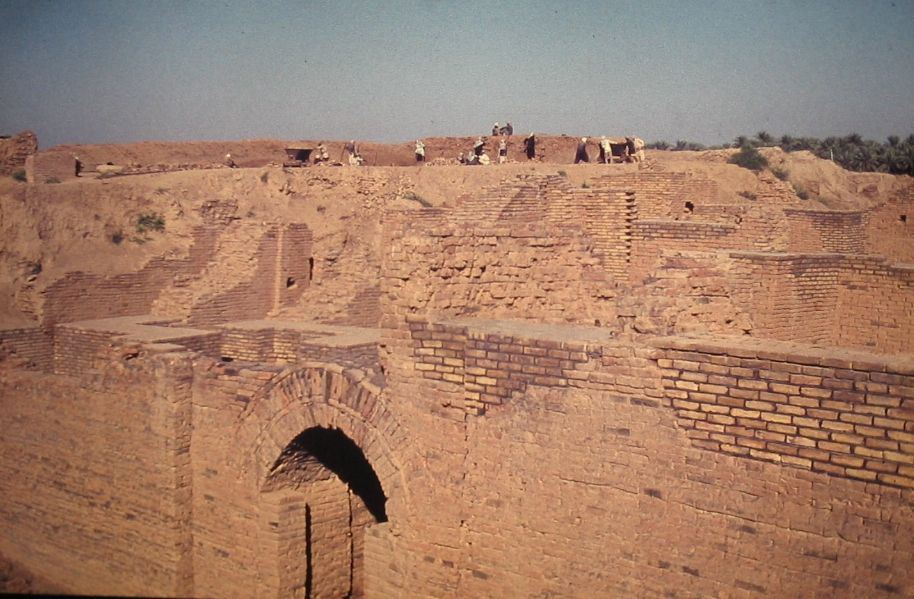
Ruinas de Babilonia en 1975.

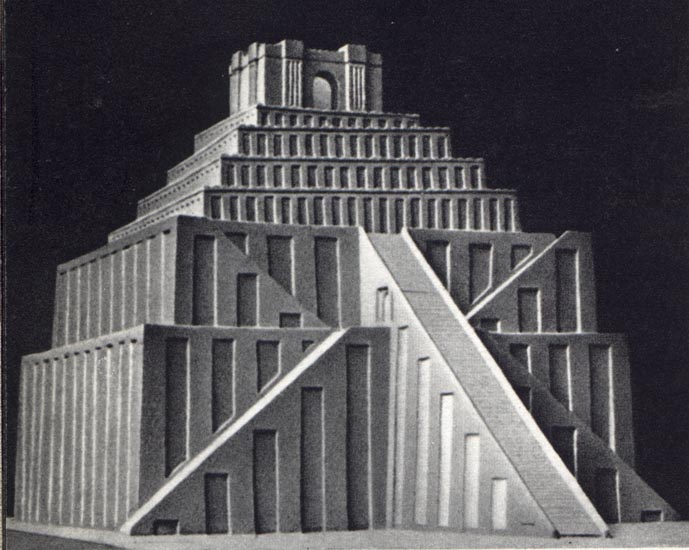
Reconstrucción hipotética del zigurat Etemenanki.

### Esquema urbanístico

#### De ciudad de provincias a capital imperial
La ciudad más antigua fue destruida por Senaquerib, por lo que no conocemos su forma. Aunque es singularmente difícil estudiar la ciudad anterior a Hammurabi debido a que está por debajo del nivel freático del terreno, parece que fue una ciudad de provincias sin originalidad arquitectónica ni urbanística. Se sabe que ya en la primera dinastía babilónica se dotó a la ciudad de murallas.

#### La Babilonia de Nabucodonosor II
En el siglo VII a. C., con una extensión cercana a las 850 hectáreas (unas 400 de ellas protegidas por el perímetro interior de murallas), Babilonia se convirtió en la mayor ciudad de Mesopotamia, superando a la capital asiria Nínive, que ocupaba unas 750 hectáreas.
La arqueología nos ha permitido conocer la ciudad tal y como fue diseñada en tiempos de Nabucodonosor II. Entonces fue reconstruida sobre su forma casi rectangular (unos 2400 × 1600 m) posiblemente influenciada por la ortogonalidad con la que los sumerios habían construido sus canales para ampliar el territorio cultivable. Fuertemente amurallada y dividida en dos zonas de área desigual por el río Éufrates, esta planimetría data del año 2000 a. C. El recinto descrito, a su vez, Nabucodonosor lo protegió con un segundo cinturón amurallado, mucho más amplio y de geometría tendente al triángulo, a lo que Nabónido añadió una muralla interior entre la ciudad y el río, creando una nueva puerta para el paso por el puente al lado oeste de la ciudad; esto había sido intentado ya por Nabopolasar y Nabucodonosor, quienes protegieron ese flanco con murallas menores. En esencia, Babilonia era una sucesión de recintos amurallados, unos dentro de otros, regulados geométricamente mediante ángulos rectos y en los que incluso las viviendas reproducían en pequeño, con sus muros escalonados y sus patios interiores, las forma de los templos y los palacios. Cabe decir que este afán constructivo, que permitió a Babilonia albergar unos 500 000 habitantes en el siglo VII a. C., se centró casi exclusivamente en la capital, mientras que el resto del imperio estaba sumido en un proceso de desurbanización.
Defensas
La muralla del recinto interior consistía en un doble cinturón defensivo de 7 m de anchura, al que se le añadía un foso conectado con el río que la rodeaba. El espacio entre los dos muros, de unos 12 m, estaba rellenado con tierra en toda su altura. Había una torre cada más o menos 50 m, con lo que se calcula que hubo cerca de 350. La defensa se completaba con rejas de hierro sumergidas en el Éufrates, allí donde terminaban las murallas, para evitar que el enemigo pudiera vadear el río por sus zonas menos profundas. Las murallas, en ese punto, se protegían del efecto del agua untándose con brea.
El río Éufrates tenía un papel importante en la defensa ya que, además de la utilización de sus aguas para crear los fosos, constituía una barrera natural para el recinto exterior, bordeando uno de sus lados.
Trama viaria
La ciudad estaba cruzada por canales y una trama viaria en la que destacaba la avenida de las Procesiones, una vía paralela al río que dejaba entre este y ella misma los principales espacios militares, palaciegos y religiosos de la ciudad, incluyendo los jardines colgantes, el recinto dedicado a Marduk y el palacio real. Al norte, en torno a la Puerta de Ishtar, se levantaba un abigarrado complejo defensivo y palaciego que incluía la propia puerta, en realidad más una fortificación en sí que una simple puerta, los palacios del Norte y del Sur y las fortalezas del Este y del Oeste. Las demás calles del recinto interior tomaban direcciones paralelas u ortogonales al río, creando una malla regular extraña en la baja Mesopotamia. Varias de ellas recibían el nombre de divinidades, y algunas se acompañaban de leyendas o eslóganes.
Tejido residencial
Las viviendas eran típicamente mesopotámicas. De dos o tres plantas, estaban focalizadas hacia patios interiores, con pocas ventanas al exterior y cubiertas planas. Al igual que toda la ciudad el material más utilizado en su construcción era el adobe pintado para los muros, con pilares interiores de madera de palmera. Son excepcionales las grandes dimensiones de muchas de ellas, lo que da una idea de la prosperidad de la ciudad neobabilónica, aunque su arquitectura no tiene especial relevancia.
Zonas
La ciudad interior estaba dividida en diez grandes manzanas, barrios o cuartos que recibían nombres propios. Cinco de ellos aparecen en las fuentes helenas: Shuanna, Eridu y Te.e (o Te.eki) al este del Éufrates y Tuba y Komar (o Kumar) al oeste. Los otros son Kadingira (o Kadingirra), Kuliab y la Ciudad Nueva al este, y Bãb-Lugalirra y Nu[...] al oeste. El recinto exterior estaba dividido en distritos, de los cuales se han distinguido cuatro. Había además suburbios situados dentro y fuera de la muralla exterior. La necrópolis se situaba al oeste de la ciudad, fuera de ella.
Puertas
Las puertas del perímetro amurallado interior de la época de Nabucodonosor II, con una sola excepción, recibían nombres de dioses. Las entradas eran llamadas de Ishtar, de Marduk, de Shamash, de Adad, de Enlil, de Zababa, de Urash y real. En época de Nabónido, con la construcción de la muralla del río, se añadió la Puerta del Puente.

### Monumentos

#### Religión
De acuerdo con los textos existieron 43 santuarios en Babilonia. Nabopolasar tímidamente y Nabucodonosor II a gran escala emprendieron una ambiciosa reconstrucción y un embellecimiento de los templos, labor continuada en algunos edificios por Nabónido. Los importantes fueron los siguientes:
- Etemenanki: Zigurat de la ciudad, situado al norte de Esagila, junto al centro geométrico de la ciudad, con lo que la dominaba; esto se interpreta como una preponderancia del poder religioso.[10] Poseía sus propias defensas y anejos. Dedicado a Marduk, la deidad local, ha sido reiteradamente identificado como la bíblica Torre de Babel.[19] En el año 323 a. C., Alejandro Magno ordenó demolerlo para volver a reconstruirlo enteramente. Su muerte, sin embargo, inhabilitó su reconstrucción.[20] Se conservan su planta y restos de tres anchas escaleras.[21] Protegido por un perímetro amurallado dentro del cual había otros edificios, destacaba en este la llamada Puerta Sagrada o Puerta Cerrada, que daba directamente a la Avenida de las Procesiones y que solo se abría durante dos meses al año, con motivo de las procesiones en honor de Marduk.[22]
- Esagila: Complejo religioso dedicado a Marduk. Los babilonios pensaban que estaba construido en el lugar donde había nacido toda vida en la creación del mundo, y sobre el apsû, el Submundo acuoso, y que era una conexión con el mundo del dios Anu.[23] Destruido por Senaquerib y ruinoso en la época neobabilónica, fue cuidadosamente reconstruido por orden de Nabopolasar y especialmente de Nabucodonosor II,[14][24] quien también ordenó restaurar una famosa estatua de oro del dios.[25]
- Templo del Año Nuevo: Estaba situado al norte del recinto interior, entre la avenida de las Procesiones y el río. En él se celebraba la fiesta de Akitu, equivalente al comienzo del año, en honor de Marduk. La fiesta, que duraba varios días y en la que participaba el propio rey, era considerada de máxima importancia, de modo que su no celebración se registraba con temor en los anales.[26] Aún en el año 205 a. C. Antíoco III el Grande, rey seléucida, participó en las fiestas de Año Nuevo de Babilonia.[13]
- Templo de Ishtar de Agadé: Uno de los templos dedicados a Ishtar de la ciudad, situado en medio de un área residencial.[27]
- Templo de Nabu: Situado en el recinto interior, cerca de la puerta de Ishtar y al oeste de la Avenida de las Procesiones, fue construido en adobe. Los suelos y el patio se cubrieron de betún, mientras que los muros del altar se decoraron con motivos geométricos. En base al análisis de su planta se cree posible que funcionase como escuela o seminario.[14]

#### Palacios y fortalezas
En la antigua Mesopotamia había dos grandes poderes institucionales, la realeza y la religión, reflejados en sendos complejos edificatorios, el palacio y el templo. Mientras que el templo ocupaba el lugar más elevado, el palacio solía situarse cercano al centro de la ciudad, y funcionaba tanto de residencia como de salón del trono y administración. Normalmente se protegía fuertemente, haciéndose difícil la distinción entre palacio y fortaleza.
- Puerta de Ishtar: Recinto abovedado y fuertemente fortificado que servía de entrada norte al recinto interior amurallado de Babilonia. Suponía el inicio de la famosa Avenida de las Procesiones, que recorría la parte monumental de la ciudad. Estaba decorado con los característicos ladrillos vidriados de color azul que mostraban imágenes de leones y grifos. Muestra un refinamiento acusado respecto al arte asirio en su decoración, tanto en los motivos figurativos como en los abstractos.[21]
- Palacio del Norte: Parte de la ciudadela creada en tiempos de Nabucodonosor II, contenía una suerte de museo, un inventario de antigüedades recopiladas por los reyes Nabopolasar (afirmación discutida), Nabucodonosor II, Nabónido y Darío I.[14]
- Palacio del Sur, palacio del Este, palacio Real o palacio de Nabucodonosor II: Inmenso complejo, a modo de ciudadela, situado entre la puerta de Ishtar, la Avenida de las Procesiones, el río Éufrates y los Jardines Colgantes. Disponía de tres grandes patios interiores y otros dos menores. Fue sucesivamente ampliado por Nabucodonosor II, quien instaló allí su salón del trono, al cual se accedía por el último de los patios.[11] Su planta, un rectángulo de unos 275 x 183 m, contenía un espacio laberíntico que contrastaba con la regularidad urbana de la ciudad. Además del salón del trono, de unos 52 x 17 m y decorada con azulejos policromados y bajorrelieves, contenía oficinas administrativas, el harén real, barracas y habitaciones para el rey y su servicio.[21]
  - Palacio de Darío o palacio persa: El palacio o ciudadela sur, residencia y trono de los gobernantes neobabilónicos, sirvió igualmente para los persas, quienes añadieron otro palacio al complejo, construido durante el reinado de Darío I, entre los años 498 y 496 a. C.. Fue residencia real de Jerjes.[28][29]
- Fortaleza del Este: Recinto fortificado simétrico al palacio del Norte respecto de la puerta de Ishtar.[30]
- Fortaleza del Oeste: Palacio-fortaleza mandado edificar por Neriglisar a la orilla del Éufrates. Según el historiador griego Diodoro Sículo destacaba por su decoración, pues estaba ornamentado con impresionantes pinturas y esculturas.[31]
- Palacio de Verano: Segundo palacio real construido por Nabucodonosor II, situado en el extremo norte de la ciudad, junto al río y la muralla exterior.[13] El montículo que sobre él ha formado el tiempo recibe el nombre de Babil.[14] Aún estaba en uso en época helenística.[13]

#### Otros
- Jardines Colgantes de Babilonia: A pesar de que la tradición grecolatina atribuye a Babilonia estos jardines, las excavaciones y las fuentes textuales no muestran ninguna prueba de su existéncia, hecho que Dalley atribuye a que los jardines no se encuentran realmente en Babilonia sino en Ninive, capital asiria. La razón por la que la literatura clásica situó estos jardines en Babilonia es probablemente la confusión debida al poco conocimiento de estas civilizaciones.[32]
- Puente sobre el río Éufrates: Conectaba las dos partes de la ciudad. Sus siete pilonos eran de piedra, algo muy raro en la construcción babilónica, donde la arquitectura estaba basada en el uso del adobe.[4] A través de él se realizaban las transacciones comerciales con las naves que remontaban el Éufrates. Hay un octavo pilono, pero se acepta que descansaba sobre ya en tierra y no sobre el río; sin contar esa distancia se presume la longitud del puente en 123 m. El historiador griego Ctesias escribió que las piedras estaban unidas con ganchos de hierro y que sobre esta estructura la construcción era de madera.[33] Probablemente el puente que conocemos fue mandado construir por Nabucodonosor, reemplazando a uno anterior de Nabopolasar.[14] Al menos en tiempos de Darío I los barcos podían amarrarse a los pilonos abonando un peaje en una casa situada a la cabeza del puente.[14]
- Anfiteatro griego: No se han encontrado documentos que lo citen. Arqueológicamente, se ha datado en diferentes periodos, siguiendo las fases de su construcción: a finales del siglo IV a. C., durante el reinado de Antíoco IV (principios del siglo II a. C. ), el de Mitrídates II (finales del II y principios del I a. C.) y el siglo II d. C.[13]
- Ágora: Existe un pasaje de Diodoro Sículo que menciona la destrucción del ágora de Babilonia durante el gobierno del arsácida Himero, quien entre otras atrocidades mandó prenderle fuego. El ágora no se menciona en ningún otro texto. Una posible interpretación de la plataforma encontrada por Robert Koldewey en el montículo llamado Homera es que ésta se relacionara con el ágora griego.[33]

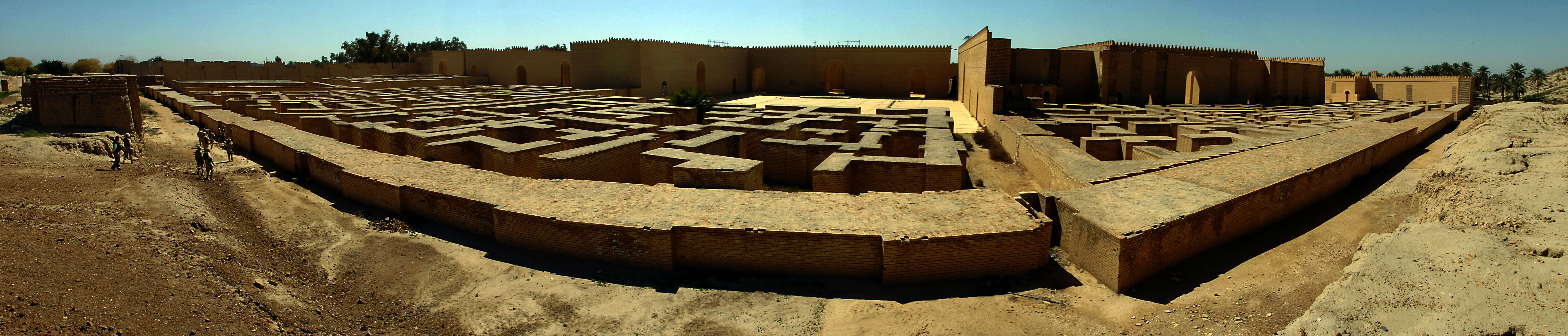
Panorámica de algunos restos arqueológicos consolidados y parcialmente reconstruidos.

## La ciudad de Sadam Huseín

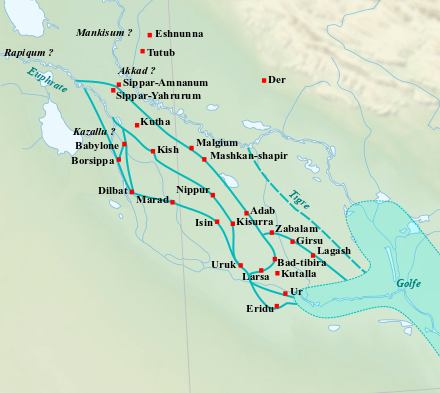
Este mapa compara el estado del curso de los ríos mesopotámicos y del golfo Pérsico de la época paleobabilónica (2004-1595 a. C.) con el actual. Los flujos han ido variando a lo largo de los siglos y las aguas del mar se han ido retirando, provocando una descontextualización de las ciudades mesopotámicas. En el caso de Babilonia el Éufrates se ha movido hacia el oeste, atravesando los barrios de la mitad oeste.

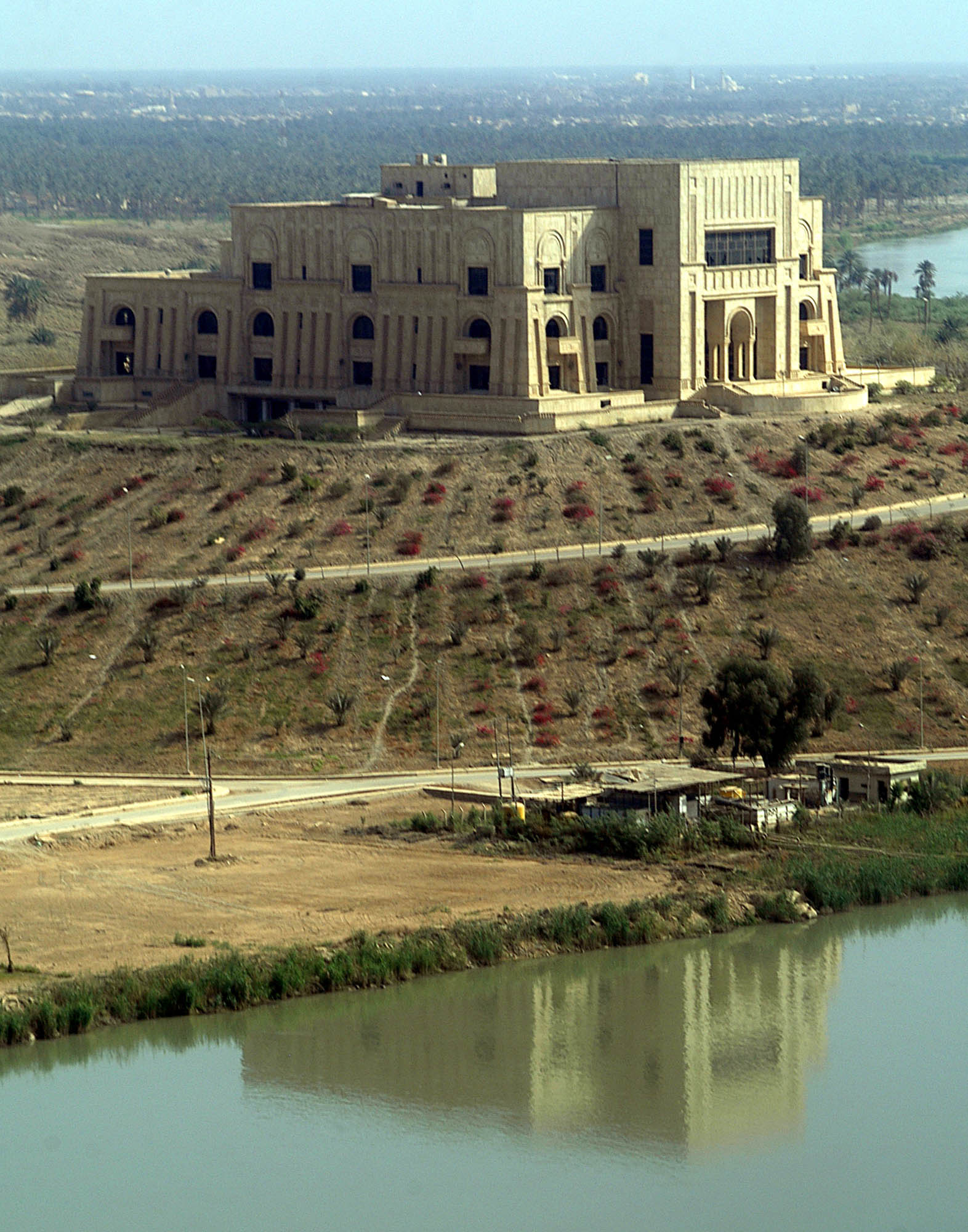
El palacio del Éufrates en 2003, construido por Sadam Huseín sobre las ruinas de la ciudad.

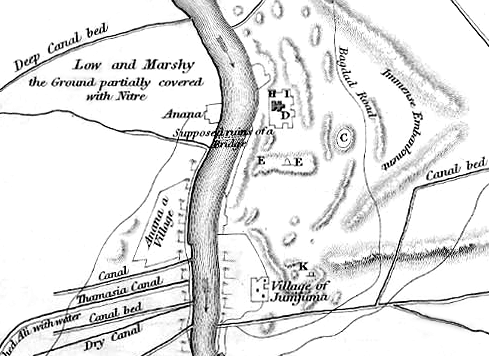
El sitio arqueológico a finales del, con sus nuevas poblaciones circundantes, canales y carreteras.

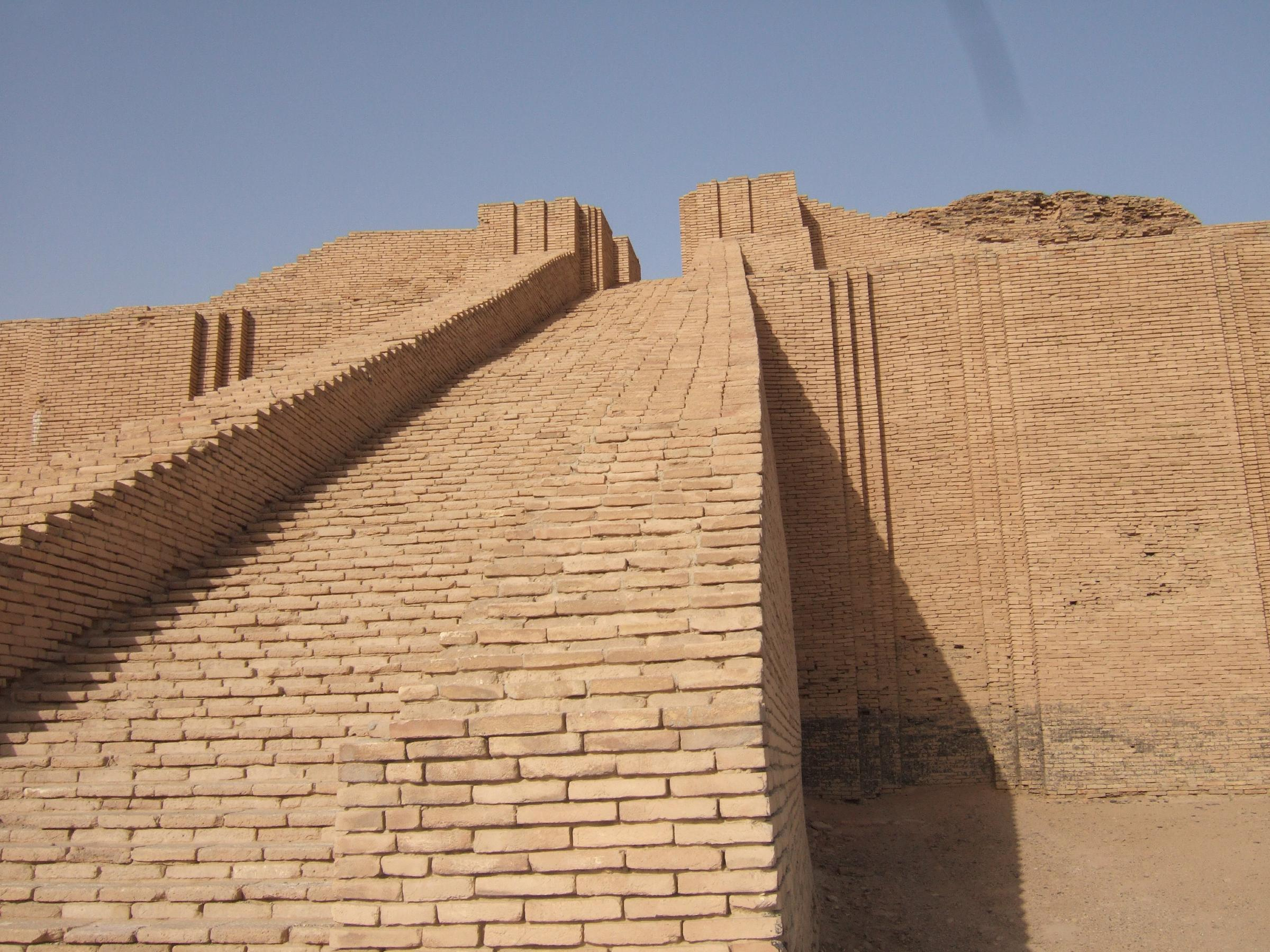
Reconstrucción de Etemenanki en el.

En las últimas décadas del siglo XX, desde 1978 hasta la guerra de Irak, el gobernante iraquí Sadam Huseín comenzó la reconstrucción de la antigua Babilonia sobre sus mismos cimientos. Las opiniones al respecto son encontradas. Hay quien dice que se trata de un trabajo meritorio, aunque no preciso, mientras otros hablan de circo turístico y parque temático. Independientemente de las opiniones, y con el paréntesis temporal de la guerra de Irak, Babilonia, parte de un plan gubernamental similar al de Nínive durante el mandato de Sadam Huseín, se convirtió en un centro turístico. La reconstrucción también logró que los iraquíes comenzaran a tener una idea de su inmenso patrimonio preislámico.
En general, suele basarse la reconstrucción de la ciudad en un deseo de Sadam de legitimar su gobierno en la historia del territorio ocupado por Irak, utilizando la arquitectura como medio de poder y propaganda, al igual que habían intentado otros antes que él en gobiernos tendentes a la autarquía. En este sentido son especialmente conocidos los planos para Berlín mandados elaborar por Hitler y el Moscú de Stalin. Por ello no solo reconstruyó Babilonia, también hizo lo propio con otros asentamientos, tales como Nínive y Ur, con materiales más bien propios de la modernidad y destruyendo o modificando en el proceso las ruinas originales.
Babilonia fue recuperada como lugar no solo en su arquitectura. En 1987 se celebró allí el primer Festival Internacional de Babilonia, repetido en septiembre de 1988.

### Nuevos edificios y discutidas reconstrucciones
- Puerta de Ishtar: Fue parcialmente recreada a la mitad de su escala original, al igual que el Etemenanki.[34]
- Etemenanki: El zigurat había sido destruido por Alejandro Magno y no quedaban más que los cimientos. Se realizó una reconstrucción parcial del primer nivel, con sus rampas correspondientes.
- Jardines Colgantes: Sadam Huseín prometió un millón y medio de dólares al arquitecto que fuera capaz de recrear los jardines.[34]
- Tumbas: En 1989 se construyeron nuevas tumbas en los terrenos de Babilonia.[34]
- Templo de Ishtar de Agadé: Completamente reconstruido, con relativamente bastante cuidado.[27]
- Anfiteatro griego: Fue reconstruido interpretando libremente la planimetría original, obviando la geometría deformada del patio adyacente y agregando dependencias que no existían.[40]
- Palacio del Sur: Ruinas consolidadas y en parte reconstruidas.
- Palacio del Éufrates: Edificio construido en un lugar elevado artificialmente, junto al río. Presumiblemente, trata de evocar el poder real de Nabucodonosor II en la figura de Sadam Huseín.

## La ciudad legendaria

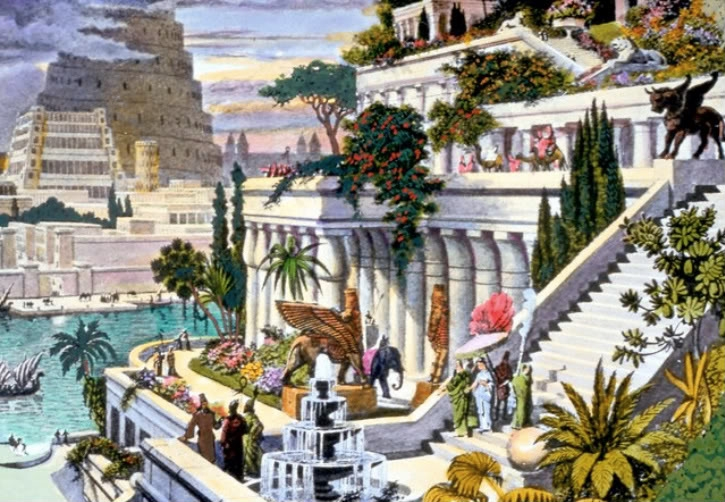
Reconstrucción artística de Babilonia, con los Jardines Colgantes en primer plano, efectuada en un cuadro del pintor del siglo XIX Martin Hackenbruch.

Hasta que alemanes comenzaron a excavar Babilonia en el inicio del siglo XX, ésta era una ciudad brumosa, casi mitológica, que en la cultura occidental servía de alegoría de la lujuria por influencia de algunos historiadores griegos y romanos, y aun de la maldad por influencia de la Biblia. En el Nuevo Testamento la huella de Babilonia es tan fuerte que su nombre se utiliza para nominar a cualquier ciudad grande y poderosa.
Babilonia es una leyenda que aún resuena en nuestro tiempo, a pesar de que en el año 539 a. C. ya había perdido su imperio, y que hace muchos siglos que fue abandonada. Largamente mencionada en el Libro de Isaías y en el Apocalipsis, Babilonia fue identificada como fuente de lascivia y soberbia, llegando a ser descrita como «La Gran Ramera». No obstante, Babilonia brilló mucho tiempo por su alto nivel cultural, que se mantuvo vivo mientras fue parte de Asiria. El mito de su belleza y de su poder, labrado desde Hammurabi, llegó a oídos de Alejandro Magno, donde residió durante un tiempo y donde murió.
Históricamente el nombre de Babilonia ha servido de inspiración para múltiples escritos y también para otras ciudades y proyectos de ciudades, como la conocida Nueva Babilonia, y para la provincia iraquí de Babil. El mismo Miguel de Cervantes se refirió a Babilonia en el sentido bíblico de caos.
También algunos de sus edificios han sido mitificados por la religión, la literatura, la pintura y la historiografía occidentales; así, tanto la Torre de Babel como los Jardines Colgantes han sido objeto de innumerables conjeturas, y en menor medida el palacio Sur de Nabucodonosor II. El propio rey de la ciudad inspiró la ópera Nabucco de Giuseppe Verdi.

## Historia

### Fundación y primeros siglos
Existen distintas opiniones acerca de la fundación de Babilonia. Antiguamente se consideraba que la ciudad había sido fundada o reconstruida por Sargón de Acad. La fuente más antigua conocida que menciona la ciudad es datada en tiempos del Imperio acadio formado por Sargón de Acad en el siglo xxiv a. C. La Crónica Weidner establece que fue el propio Sargón quien construyó Babilonia "frente a Agadé". Otra crónica establece, en el mismo sentido, que "Sargón excavó el polvo del pozo de Babilonia, e hizo una contraparte de Babilonia cerca de Agadé" (ABC 20:18-19). Más recientemente, sin embargo, se ha sostenido que dichas fuentes en realidad se refieren a Sargón II de Asiria (siglo VIII a. C.) y no a Sargón de Acad. Esto coincidiría con el resurgimiento y embellecimiento de la ciudad durante el Imperio neobabilónico.
Algunos eruditos, incluyendo al lingüista Ignace Gelb, han sugerido que el nombre Babilon refleja el de una ciudad anterior. Según Ranajites Pallmin, esta ciudad estaba ubicada hacia el este. Herzfeld ha escrito sobre Baver en Irán, cuya fundación se atribuye a Jamshid: el nombre Babil podría ser un eco de Baver. David Rohl sostiene que la Babilonia original debe ser identificada con Eridu. Según la Biblia, Babilonia fue fundada por Nemrod (Génesis, 10).
Ya comenzada la segunda mitad del siglo XXI a. C., nómadas semitas procedentes del desierto de Arabia (amorreos y tidnum) expropiaron a Amar-Sin, rey de Sumer y Acad, parte de los territorios del centro de Mesopotamia (Acad), queriendo penetrar en Kish; pero fueron expulsados de esta última ciudad, quedando limitados a las orillas del Éufrates, es decir, a Babilonia. Por ser su única posesión importante por mucho tiempo, los martu, se encargaron de engrandecerla y embellecerla. En el año 2004 a. C. el Imperio de Ur, conocido como el periodo Ur III, cayó ante una coalición de pueblos nómadas procedentes de los montes Zagros: elamitas, la ciudad de Isin, y los amorreos o martu. Estos últimos se asentaron en la Media y Baja Mesopotamia, apoderándose de las ciudades y fundando dinastías amorritas en ellas.

### Primer período imperial

Mapa del imperio de Hammurabi.

La Primera Dinastía Babilónica fue fundada hacia el año 1894 a. C. (cronología media) por el amorrita Sumu-Abum, quien estableció una pequeña ciudad-Estado independiente. Su sexto rey, Hammurabi (1792-1750 a. C.) engrandecería colosalmente sus fronteras y extendería sus dominios, dominando toda Mesopotamia —Isin, Larsa, Ur, Uruk, Nippur, Lagash, Eridu, Kish, Adab, Eshnunna, Akshak, Akkad, Shurupak, Bad-tibira, Sippar y Ngirsu—. Desde entonces adquirió gran relevancia como la verdadera metrópoli de región. Sin embargo, el imperio no duró mucho. Tras la muerte de Hammurabi, comenzaron varias revueltas y conflictos, especialmente de parte de los primeros caudillos casitas (tribu aria indoeuropea y nómada) y unos invasores del llamado "País del Mar".
El imperio no era sólido, y tras la muerte de Hammurabí tuvo que enfrentarse a distintos problemas: principalmente el nacionalismo sumerio al sur, el avance de los casitas al este y el poder creciente de los hurritas al norte, que en aquella época crearon un imperio llamado Mitanni. Finalmente, en el 1595 a. C., sin poder resistir las presiones de los casitas del sur, Samsu-Ditana, último rey del primer Imperio babilónico, fue depuesto por el caudillo casita, Agum II. En el 1531 a. C. el rey hitita Mursili II saqueó la ciudad de Babilonia y sobre sus ruinas se estableció la dinastía Casita.

### Periodo de crisis y dominio asirio
Tras la caída de los casitas hacia el 1155 a. C., Babilonia fue gobernada por la II Dinastía de Isin; era la primera vez que una dinastía nativa de Baja Mesopotamia tomaba el poder. Sin embargo, Babilonia permaneció débil y sujeta al dominio de Asiria. Sus ineficaces reyes fueron incapaces de evitar que nuevas oleadas de invasiones occidentales, incluidos los arameos en el siglo XI a. C. y caldeos en el siglo IX a. C., entraran y se apropiaron de áreas de Babilonia para ellos mismos. En el 713, tras varias décadas de inestabilidad, la ciudad fue conquistada por Imperio neoasirio.
El gobierno asirio de la ciudad de Babilonia estuvo marcado por las rebeliones de la nobleza local, fuertemente nacionalista. La ciudad de Babilonia era entonces una provincia menor, aunque culturalmente fuerte, que mantenía sus propios reyes dependientes de los monarcas asirios. El rey asirio Ashur-uballit I intentó mejorar las relaciones con la ciudad casando a una de sus hijas con su rey Karakhardash y colocando a su nieto como rey de los casitas. Sin embargo, el asesinato de este último marcó una represalia militar que encendió el nacionalismo babilonio, ya arraigado hasta la nueva independencia de la ciudad.
Con Salmanasar III (859-824 a. C.) Babilonia, como otras provincias, aprovechó las revueltas internas asirias para tratar de obtener la independencia. Para entonces ya estaban instalados en ella los caldeos, que habían llegado uno o dos siglos antes. Babilonia volvió a estar bien controlada por los asirios durante el reinado del usurpador asirio Tiglatpileser III (745-727 a. C.), que aprovechó el fin de la dinastía babilónica para hacer valer su poder allí con más fuerza. Volvieron a producirse nuevas rebeliones en Babilonia durante el reinado de Senaquerib, que se vio obligado a intervenir militarmente en la ciudad y a deportar a parte de su población. Más tarde, ante la continuidad de las rebeliones, destruye completamente la ciudad. Asarhaddon (681-669 a. C.), hijo de Senaquerib que accedió al trono tras una guerra civil, casó con una babilonia y fundó una doble monarquía en el imperio, una en Nínive, la capital de su padre, y otra en Babilonia. A su muerte reparte el imperio entre dos hijos, dándole a uno Asiria y a otro Babilonia, pero Asurbanipal, el heredero de Asiria, no tarda en volver a controlar Babilonia, esta vez mediante un pacto pacífico, firmado solamente después de una larga serie de incidentes bélicos que siguió a la división del imperio. Este pacto sólo duró unos pocos años; después, Babilonia y Asiria nuevamente en guerra, el rey babilonio acabó suicidándose en el año 648 a. C. y Asurbanipal conquistó la ciudad, ordenando asesinar a sus habitantes.

### Embellecimiento de Babilonia por Nabucodonosor II

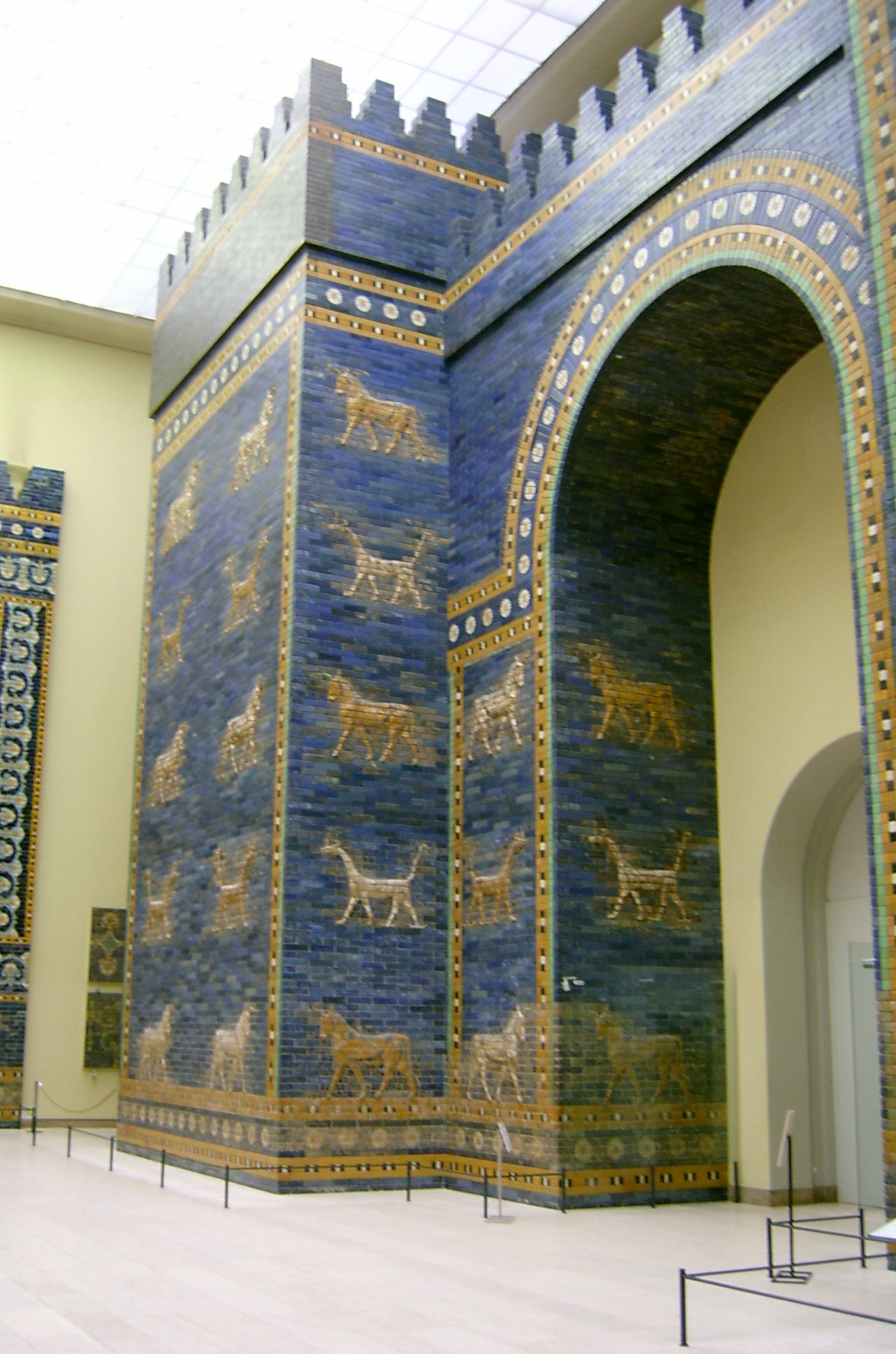
Puerta de Ishtar. Museo de Pérgamo, Berlín.

Fue bajo el gobierno del rey Nabucodonosor II (605-562 a. C.) cuando Babilonia llegó a ser una de las ciudades más espléndidas del mundo antiguo. Nabucodonosor ordenó la completa reconstrucción de las tierras imperiales, incluyendo la reconstrucción de los Jardines Colgantes de Babilonia (una de las siete maravillas del mundo antiguo), de los cuales se dice haber sido construidos para su nostálgica esposa Amytis. La existencia de los jardines es un tema de disputa: a pesar de que las excavaciones del arqueólogo alemán Robert Koldewey parecen confirmar su existencia, muchos historiadores están en desacuerdo sobre la localización, y algunos creen que pueden haber sido confundidos con los jardines de Nínive.

### Babilonia bajo los persas
Babilonia perdió definitivamente su independencia en el siglo VI a. C., cuando fue conquistada por los persas.  Después de pasar varias vicisitudes, la ciudad cayó en el 539 a. C. bajo el mando de Ciro el Grande, rey de Persia. Bajo Ciro y su heredero, Darío I el Grande, Babilonia se convirtió en un centro de aprendizaje y avance científico. Los eruditos babilonios completaron mapas de constelaciones, y crearon los fundamentos de la astronomía y las matemáticas modernas. Sin embargo, bajo el reinado de Darío III Codomano, Babilonia empezó a estancarse progresivamente.

### Babilonia helénica
En el período helenístico —sometida a imperios extranjeros y caída en desgracia frente a ciudades como Persépolis— Alejandro Magno quiso convertirla en su capital. La ciudad helénica básicamente fue la misma que la neobabilónica y la aqueménida. Los edificios más altos seguían siendo el zigurat Etemenanki y el Palacio real del Sur. Ni siquiera variaron significativamente las viviendas. La única huella indudablemente griega en la urbe fue la construcción de un teatro en la zona interior oriental. Alejandro Magno intentó una restauración de la urbe que se vio truncada por su muerte y cuyo mayor efecto fue el derribo del zigurat para construir uno nuevo que nunca llegó a realizarse. A partir de entonces la decadencia de la urbe se aceleró hasta abandonarse.

### Babilonia después del período helenístico
Después de la conquista de los partos de Babilonia en 141 a. C. se convirtió en la capital del Imperio parto y más tarde el Imperio sasánida. Su población se había reducido considerablemente a 20 000 a 30 000 personas en el período parto. Hasta cerca del año 500 fue un centro religioso de los Amoraim, sabios judíos que comentaron la Torá Oral tomando como base la Mishná.
A mediados del siglo VII, Mesopotamia fue invadida y colonizada por el imperio musulmán en expansión, y siguió un período de islamización. Babilonia se disolvió como provincia y el cristianismo arameo y de la Iglesia del Este finalmente quedó marginado. Ibn Hawqal (siglo X) y el erudito árabe, al-Qazwini (siglo XIII), describen a Babilonia (Babil) como una pequeña aldea.  Este último describió un pozo conocido como el "calabozo de Daniel" que era visitado por cristianos y judíos durante las vacaciones. El santuario de la tumba de Amran ibn Ali fue visitado por musulmanes.  Monedas excavadas de los períodos parto, sasánida y árabe demuestran que Babilonia estuvo poblada continuamente.  En el siglo XVII, Pietro della Valle viajó a un pueblo de Babilonia. El Capitán Robert Mignan exploró el sitio brevemente en 1827 y en 1829 completó un mapa de Babilonia que incluye la ubicación de varias aldeas.  La aldea de Qwaresh creció en respuesta a la necesidad de trabajadores durante las excavaciones de Robert Koldewey (1899-1917) y las generaciones posteriores también trabajaron en excavaciones arqueológicas.

### Babilonia durante la presidencia de Sadam Huseín
El 14 de febrero de 1978, el gobierno baazista de Irak presidido por Sadam Huseín inició el "Proyecto de restauración arqueológica de Babilonia" para reconstruir las características de la antigua ciudad sobre sus ruinas. En la década de 1980, eliminó por completo el pueblo de Qwaresh, desplazando a sus residentes. Más tarde construyó un palacio moderno en esa zona llamada Saddam Hill sobre algunas de las antiguas ruinas, en el estilo piramidal de un zigurat.

### Guerra de Irak
En 2003, durante la guerra de Irak, el ejército estadounidenses estableció un campamento militar en las ruinas de Babilonia. Su presencia ocasionó numerosos destrozos; vertidos, paso de vehículos pesados y helicópteros, destrucción de la avenida de las Procesiones por el paso de tanques, extracción de ladrillos de la Puerta de Ishtar reconstruida por Sadam Huseín, cementerio de vehículos, cava de zanjas en torno al Etemenanki, grafitis y contaminación de suelos, entre otros. Por otra parte, varios artefactos hallados en la ciudad y expuestos en los museos locales y el de Bagdad fueron sustraídos y vendidos en una página web de subastas. Estas acciones, además de estropear los monumentos, también han podido alterar áreas no exploradas.

### Posguerra hasta la actualidad
El nuevo gobierno iraquí, con el asesoramiento y apoyo financiero de la organización privada de origen estadounidense, World Monuments Fund, desarrolló un plan integral de gestión del sitio y presentó su candidatura a Patrimonio de la Humanidad ante la UNESCO. Este programa contó con apoyo del Departamento de Estado de los Estados Unidos. La Junta Estatal de Antigüedades y Patrimonio de Irak es la principal autoridad responsable de la conservación del sitio arqueológico, asistida por la Policía de Antigüedades y Patrimonio. Sus oficinas están ubicadas dentro del perímetro de las antiguas murallas internas de la ciudad y varios miembros del personal y sus familias residen en viviendas subvencionadas en esta zona.
Actualmente miles de personas viven dentro del perímetro de las antiguas murallas exteriores de la ciudad y las comunidades dentro y alrededor se están desarrollando rápidamente a pesar de leyes que restringen construcciones.
En 2017, cuando volvió a abrirse al público, más de 35 000 personas visitaron el sitio arqueológico en Babilonia y el 5 de julio de 2019, este fue inscrito finalmente en la Lista de la UNESCO del Patrimonio de la Humanidad.

## Arqueología de Babilonia

### Historia de las excavaciones

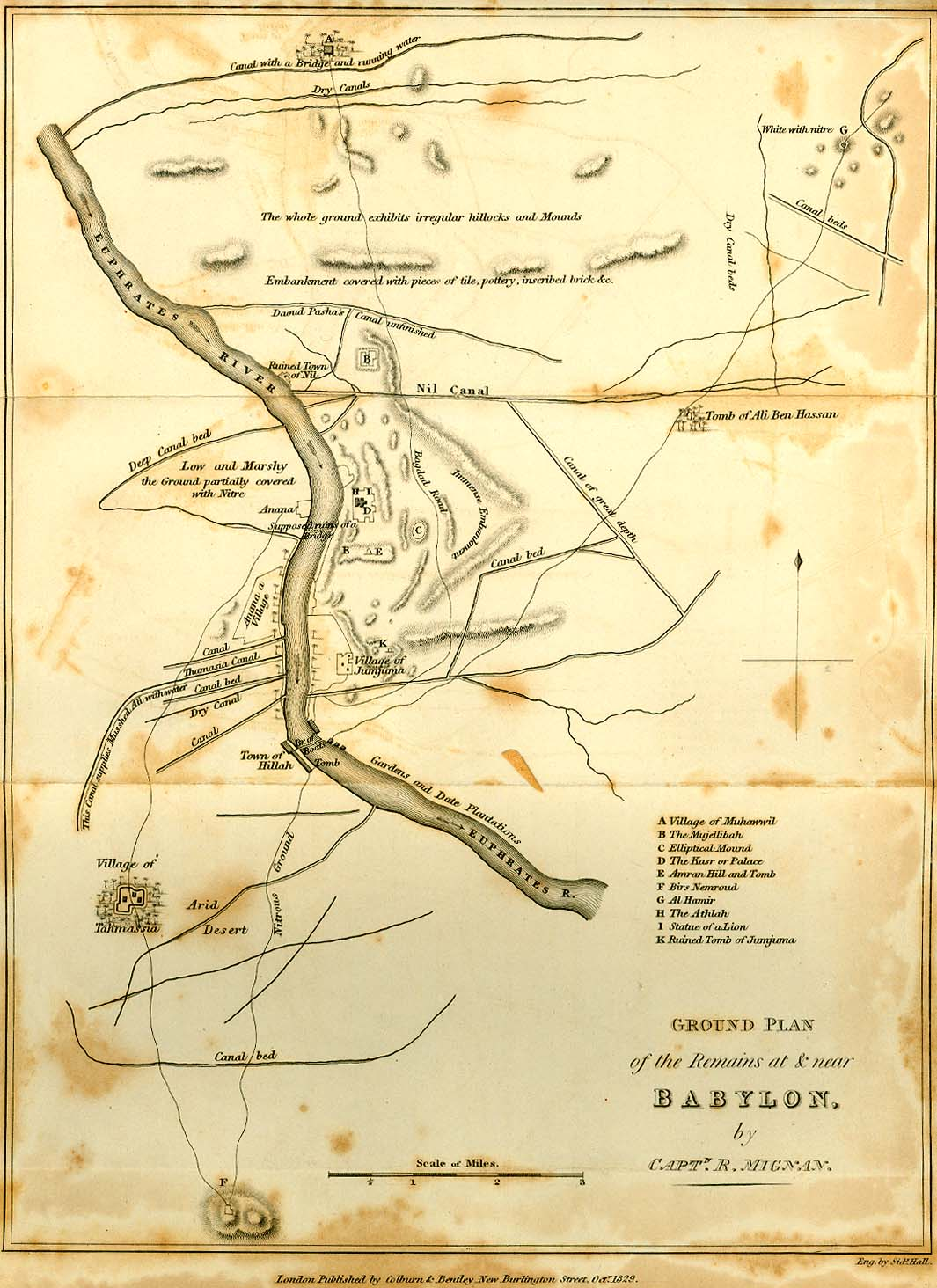
Estado de las excavaciones en 1829 y ubicaciones de las aldeas dentro de Babilonia.

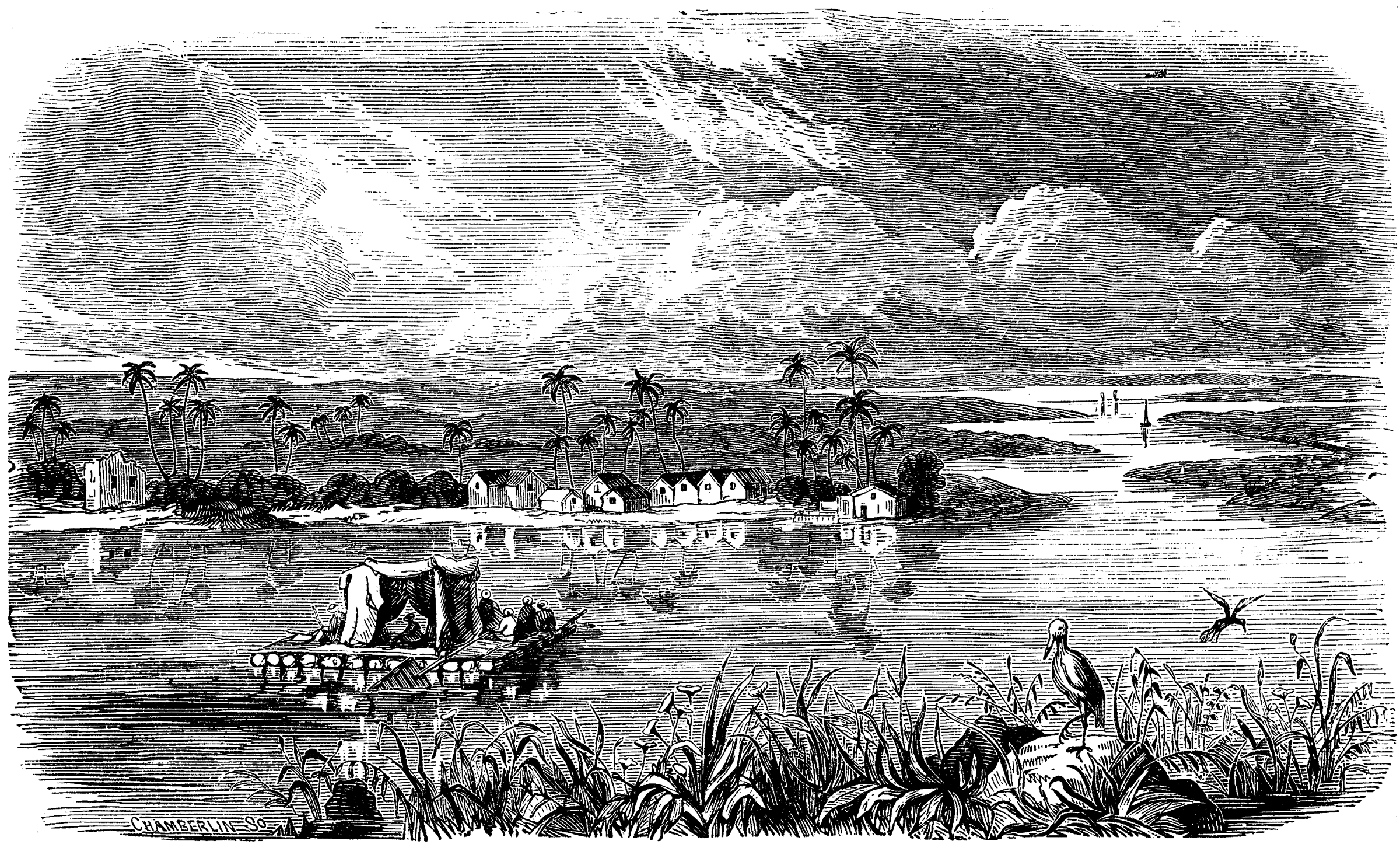
El lugar del desastre de Qurnah, donde se perdieron cientos de vitrinas con antigüedades de la misión de Fresnel en 1855

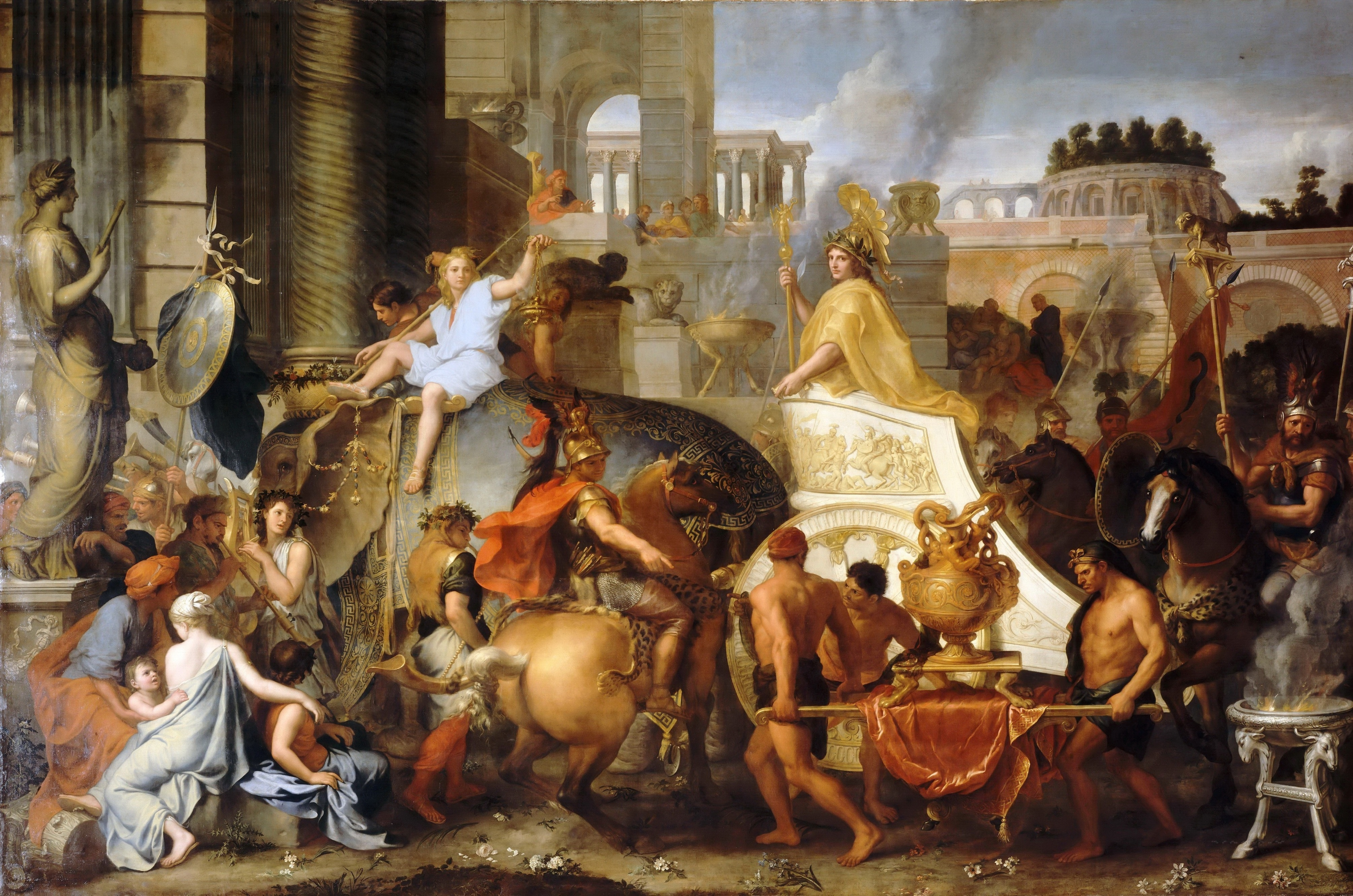
"Entrada de Alejandro Magno en Babilonia", una pintura de 1665 de Charles LeBrun, representa la entrada sin oposición de Alejandro Magno a la ciudad de Babilonia, imaginada con la arquitectura helenística preexistente

Claudius Rich, trabajando para la Compañía Británica de las Indias Orientales en Bagdad, excavó Babilonia en 1811-1812 y de nuevo en 1817. El capitán Robert Mignan exploró brevemente el sitio en 1827. En 1829, completó un mapa de Babilonia que incluye la ubicación de varias aldeas. William Loftus visitó el lugar en 1849. Austen Henry Layard realizó algunos sondeos durante una breve visita en 1850 antes de abandonar el sitio.
Fulgence Fresnel, Julius Oppert y Felix Thomas excavaron intensivamente Babilonia entre 1852 y 1854. Gran parte de su trabajo se perdió en el desastre de Qurnah, cuando un barco de transporte y cuatro balsas se hundieron en el río Tigris en mayo de 1855. Llevaban más de 200 cajas de artefactos de varias misiones de excavación, cuando fueron atacados por piratas del río Tigris cerca de Al- Al-Qurnah. Los esfuerzos de recuperación, asistidos por las autoridades otomanas y la residencia británica en Bagdad, cargaron el equivalente a 80 cajas en un barco con destino a Le Havre en mayo de 1856. Pocas antigüedades de la misión Fresnel llegaron a Francia. Los esfuerzos posteriores para recuperar las antigüedades perdidas del Tigris, incluida una expedición japonesa en 1971-1972, han sido en gran medida infructuosas.
Henry Rawlinson y George Smith trabajaron allí brevemente en 1854.  La siguiente excavación fue realizada por Hormuzd Rassam por encargo del Museo Británico. Las obras comenzaron en 1879 y continuaron hasta 1882, motivadas por el saqueo generalizado del sitio. Mediante excavaciones a escala industrial en busca de artefactos, Rassam recuperó una gran cantidad de tablillas cuneiformes y otros hallazgos. Los rigurosos métodos de excavación, comunes en la época, causaron daños significativos al contexto arqueológico. Muchas tablillas habían aparecido en el mercado en 1876, antes de que comenzara la excavación de Rassam. 
Las campañas británicas sirvieron más para expoliar objetos hoy expuestos en el Museo Británico que para descubrir y comprender verdaderamente la ciudad.

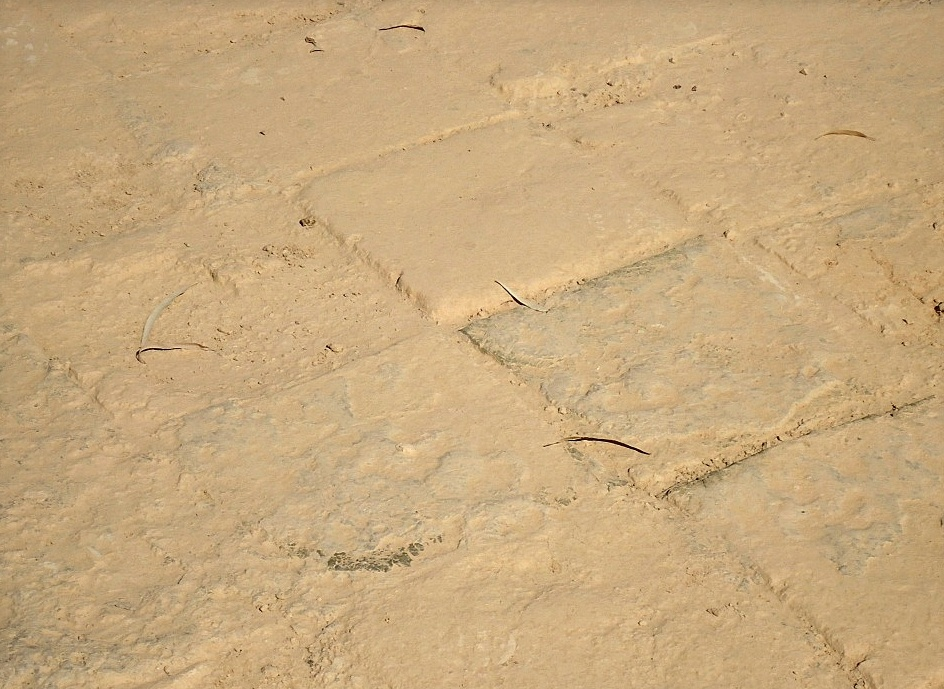
Azulejos originales de la calle procesional. Antigua Babilonia, Mesopotamia, Irak..

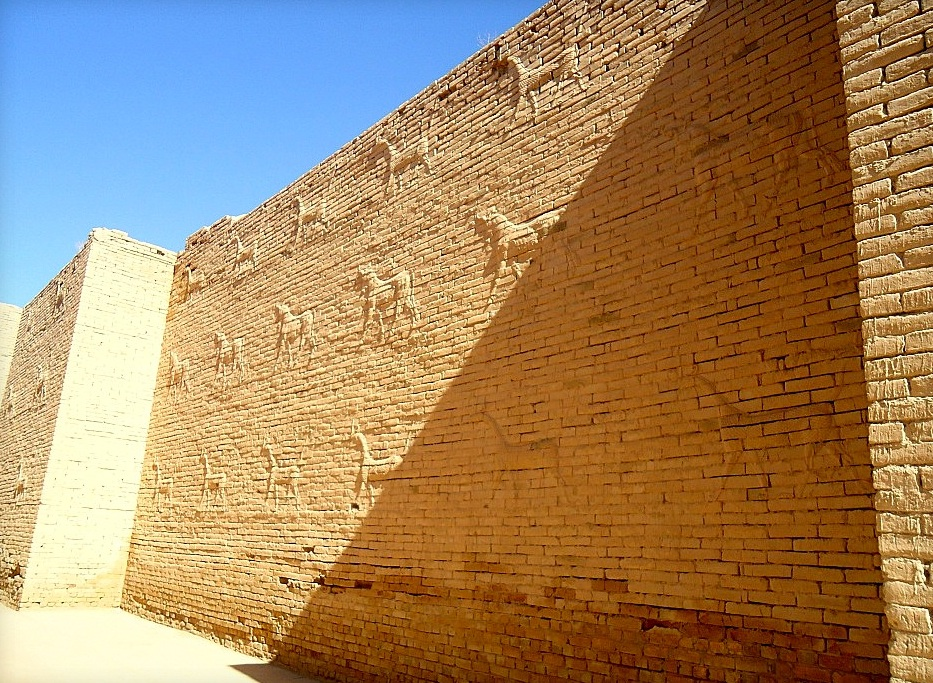
Mušḫuššu (sirrush) y uros a ambos lados de la calle procesional. Antigua Babilonia, Mesopotamia, Irak.

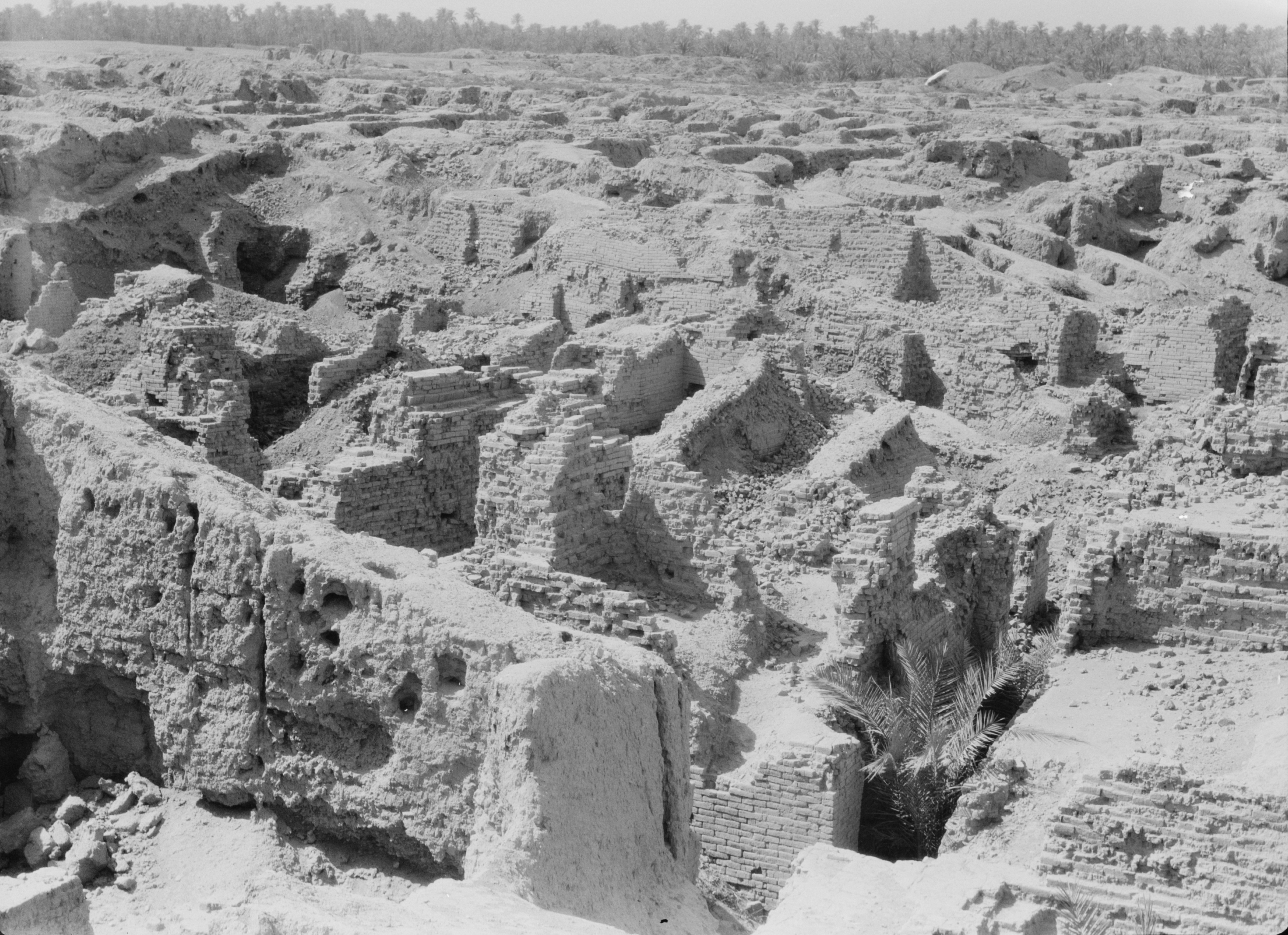
Estado de las ruinas en 1932.

Un equipo de la Sociedad Oriental Alemana (Deutsche Orientgesellschaft ), dirigido por Robert Koldewey, llevó a cabo las primeras excavaciones arqueológicas científicas en Babilonia, que  fueron las que verdaderamente comenzaron a descubrir la ciudad. El trabajo se realizó diariamente desde 1899 hasta 1917. Un problema importante para Koldewey fue la extracción a gran escala de ladrillos cocidos, que comenzó en el siglo XIX y que provenían principalmente de la época de Nabucodonosor II. En esa época, se estaban realizando excavaciones para la extracción de ladrillos para varios proyectos de construcción, incluida la presa de Hindiya. Los principales esfuerzos de la excavación involucraron el templo de Marduk y el camino procesional que conduce a él, así como la muralla de la ciudad. Los equipos de las excavaciones de la Sociedad Oriental Alemana estaban formados íntegramente por arquitectos, cuyo interés primordial era localizar edificios y levantar planos precisos, para lo cual habían desarrollado un método que permitía encontrar con mayor facilidad muros de barro. A pesar de que se les debe el conocimiento de la Babilonia de Nabucodonosor II, su interés por la arquitectura de la ciudad les hizo prestar poca atención a inscripciones, cerámicas, huesos y otro tipo de restos.
Ya en 1900, Koldewey había encontrado la Puerta de Ishtar y despejado parte de la Avenida de las Procesiones e inspeccionado someramente toda el área, que incluía, además de los montículos de Amram y Kasar (o Kasr), los de Babil, Merkez y Homera, en total unos 18 km². Los tres últimos se corresponden con las zonas del palacio de verano, el área residencial de grandes casas en torno al templo de Ishtar de Agadé, y la zona del anfiteatro griego. Centrado en los dos primeros y con la idea de trasladar tablillas y otros restos a Alemania, Koldewey solicitó la construcción de una vía férrea y contrató entre 200 y 250 hombres. Ayudado por otros arquitectos, comenzó un estudio sistemático del yacimiento que le llevó a diseccionar las distintas capas históricas hasta la del segundo milenio antes de Cristo; aunque su intención era continuar, no le fue posible debido al nivel freático del lugar. En 1924 Koldewey revisó los informes de las excavaciones, recientemente publicados. Murió en 1925.
Los artefactos, incluyendo fragmentos de la Puerta de Ishtar y cientos de tablillas recuperadas, fueron enviados de vuelta a Alemania, donde el colega de Koldewey, Walter Andrae, los reconstruyó para exhibirlos en el Museo Vorderasiatisches de Berlín. La expedición de Koldewey recuperó artefactos del período Babilónico Antiguo, que incluían 967 tablillas de arcilla —564 de ellas del período Babilónico Medio—, almacenadas en casas particulares, junto con literatura sumeria y documentos léxicos. Los arqueólogos alemanes huyeron ante la llegada de las tropas británicas en 1917, y, de nuevo, muchos objetos desaparecieron en los años siguientes.
El Instituto Arqueológico Alemán continuó trabajando en los niveles helenístico, parto, sasánida y árabe del yacimiento, a cargo de Heinrich J. Lenzen en 1956 y Hansjörg Schmid en 1962. El trabajo de Lenzen se centró principalmente en el teatro helenístico, mientras que el de Schmid se centró en el zigurat del templo Etemenanki.
En 1974 se realizó un estudio topográfico del sitio, seguido en 1977 por una revisión de la posición estratigráfica de los principales monumentos y una reconsideración de los antiguos niveles de agua, por parte del Centro de Investigaciones Arqueológicas y Excavaciones en Oriente Medio y Asia de Turín y el Instituto Iraquí-Italiano de Ciencias Arqueológicas. El objetivo era aclarar las cuestiones planteadas por el reexamen de los antiguos datos alemanes. En 1987-1989, los trabajos adicionales se centraron en la zona que rodea los templos de Ishara y Ninurta, en el barrio de Shu-Anna, en Babilonia.
Se han realizado varias excavaciones iraquíes en Babilonia, la primera en 1938. De 1979 a 1981, se llevaron a cabo trabajos de excavación y restauración en el templo de Ninmah, en el templo de Istar y en el Palacio del Sur. En las décadas de 1970 y 1980, continuaron las excavaciones y restauraciones ocasionales.
Durante las labores de restauración en Babilonia, la Organización Estatal Iraquí para las Antigüedades y el Patrimonio realizó una exhaustiva investigación, excavación y limpieza, pero la difusión de estas actividades arqueológicas ha sido limitada. La mayoría de las tablillas conocidas de todas las excavaciones modernas permanecen inéditas.
- Restos arqueológicos

Además de las propias ruinas y de las reconstrucciones efectuadas en el siglo XX, hay una serie de restos arqueológicos que fueron trasladados de su lugar de origen y se encuentran actualmente expuestos en diferentes lugares del mundo.
Restos arquitectónicos
- Berlín: Museo de Pérgamo. Restos numerados y reconstruidos de la Puerta de Ishtar y de la fachada de la sala del trono del palacio real de la ciudad interior.[7]

Otros restos artísticos
- Estambul: İstanbul Arkeoloji Müzesi. Paneles de ladrillos vidriados con figuras en relieve y pintados.

Tablillas cuneiformes
- Berlín: Staadliche Museum y Vorderasiatisches Museum. Tablillas recogidas en las excavaciones alemanas de 1899-1917.[109]
- Londres: Museo Británico. Tablillas recogidas principalmente entre 1879 y 1882.[109]

## Importancia cultural
Antes de las excavaciones modernas en Mesopotamia, la apariencia de Babilonia era un misterio representado de diversas maneras por artistas occidentales como un híbrido entre el antiguo Egipto, el griego clásico y la cultura otomana contemporánea.
Debido a la importancia histórica de Babilonia, así como a las referencias a ella en la Biblia, la palabra "Babilonia" en varios idiomas ha adquirido un significado genérico de ciudad grande, bulliciosa y diversa.

### Narrativa bíblica
Según el libro del Génesis, Nemrod, descendiente de Noé, fundó Babel (Babilonia).  A continuación se relata la construcción de una Torre y una ciudad por personas que hablaban un solo idioma; para evitar que esta edificación llegara a los Cielos, el dios Yahweh hizo que los constructores comenzasen a hablar diferentes idiomas y se dispersaran por toda la Tierra.
En el libro de Isaías y en el Segundo de los Reyes se relata que Merodac-baladán, rey de Babilonia envió cartas y un regalo a Ezequías, rey de Judá, quien estaba convaleciente. El monarca de Jerusalén, mostró todos sus tesoros a la delegación. Al enterarse, el profeta Isaías le dijo que en tiempos futuros los babilonios destruirían Jerusalén y saquearían el palacio real. A finales del siglo VI a. C., Nabucodonosor, el rey de Babilonia, invadió Judá, sitió Jerusalén y deportó a los judíos a Babilonia. Este hecho es presentado como un castigo de Yahweh por la idolatría. En este período actuaron dos de los profetas más conocidos de la Biblia, Jeremías, quien vivió durante la caída de Jerusalén, y Ezequiel quien actuó entre los exiliados. Según muchos historiadores, la Ley o Torá fue redactada durante este período, si bien la mayoría considera que es más tardía.
Según el libro que lleva su nombre, Daniel pasó gran parte de su vida en Babilonia, donde fue investido como gobernador por Nabucodonosor. Años después, según el mismo libro, Belsasar, supuesto rey de Babilonia, llamó a Daniel para que descrifrara una misteriosa escritura en la pared, aparecida durante un banquete. Daniel explicó que las palabras anunciaban que Dios había puesto fin a su reino; a continuación se narra que un tal Darío el medo, desconocido por la Historia, se apoderó de la ciudad.
En el libro de Esdras y otros se relata que Ciro, soberano del Imperio aqueménida, promulgó un decreto que permitía el retorno a Judea de los judíos exiliados; en consecuencia miles de judíos regresaron a Jerusalén desde Babilonia.
En la literatura rabínica, Babilonia fue una de varias metáforas del lugar del exilio judío y un símbolo del opresor. En el cristianismo, Babilonia simbolizó la mundanalidad y el mal. 
El Apocalipsis se refiere a Babilonia muchos siglos después de que dejara de ser un centro político importante. La ciudad está personificada por la "Ramera de Babilonia", montada sobre una bestia escarlata de siete cabezas y diez cuernos, y ebria de la sangre de los justos. La mayor parte de los estudiosos sostienen que esta "Babilonia" del Nuevo Testamento es un disfemismo para el Imperio romano. Otros eruditos sugieren que Babilonia en el libro de Apocalipsis tiene un significado simbólico que se extiende más allá de un estado concreto o un régimen político.